# Marie de Calabre
Pour les articles homonymes, voir Marie d'Anjou (homonymie).
Marie de Calabre, dite parfois aussi Marie de Naples, Marie d'Anjou ou Marie de Duras (née le 6 décembre 1328 – morte le 20 mai 1366) est une princesse de Naples. Elle est l'épouse de Charles, duc de  Durazzo. Elle est la fille de Charles de Calabre et de Marie de Valois et la sœur de la reine Jeanne Ire de Naples.

## Biographie
Marie de Calabre épouse en premières noces le 30 avril 1343 son cousin Charles d'Anjou (1323 † 1348), duc de Durazzo, et eut :
- Louis (1343 † 1344) ;
- Jeanne (1344 † 1387), duchesse de Durazzo, mariée en 1366 avec Louis de Navarre (1341 † 1372), comte de Beaumont, puis en 1374 avec Robert IV d'Artois (1356 † 1387), comte d'Eu ;
- Agnès (1345 † 1383), mariée en 1363 avec Cansignorio della Scala (1340 † 1375), seigneur de Vérone, puis en 1382 avec Jacques des Baux (1353 † 1383), prince de Tarente et d'Achaïe ;
- Clémence (1346 † 1363) ;
- Marguerite (1347 † 1412), mariée en 1368 avec son cousin Charles III de Naples (1345 † 1386), roi de Naples.

Après l'exécution de son mari, elle est contrainte de se remarier en 1348 avec Robert des Baux († 1354), seigneur des Baux et comte d'Avelin, qu'elle finit par assassiner. Ils n'eurent pas d'enfants.
En troisièmes noces, elle épouse en avril 1355 un autre cousin, Philippe II (1329 † 1374), prince de Tarente et empereur titulaire de Constantinople, dont elle a :
- Philippe, né en 1356, mort jeune.
- Charles, né en 1358, mort jeune.
- Philippe, né en 1360, mort jeune.
- un enfant, né en 1362, mort en 1362.
- un enfant, né en 1364, mort en 1364.